# Graniczna Placówka Kontrolna Lubieszyn
Graniczna Placówka Kontrolna Lubieszyn – zlikwidowany pododdział Wojsk Ochrony Pogranicza wykonujący kontrolę graniczną osób, towarów i środków transportu bezpośrednio w przejściu granicznym na granicy z Niemiecką Republiką Demokratyczną.
Graniczna Placówka Kontrolna Straży Granicznej w Lubieszynie – zlikwidowana graniczna jednostka organizacyjna Straży Granicznej wykonująca kontrolę graniczną osób, towarów i środków transportu bezpośrednio w przejściu granicznym na granicy z Republiką Federalną Niemiec

## Formowanie i zmiany organizacyjne
Graniczna Placówka Kontrolna Lubieszyn została sformowana w 1972 roku w strukturach 12 Pomorskiej Brygady WOP. W 1976 roku zniesiona została numeracja brygad WOP. Wówczas to zarządzeniem DWOP z 17 lutego 1976 roku i 25 lipca 1976 roku przyjęto tylko nazwę „regionalną” Pomorska Brygada WOP. GPK Lubieszyn podlegała bezpośrednio pod sztab Pomorskiej Brygady WOP w Szczecinie i tak funkcjonowała do 15 maja 1991 roku.
Straż Graniczna:
15 maja 1991 roku po rozwiązaniu Wojsk Ochrony Pogranicza, od 16 maja 1991 roku ochronę granicy państwowej przejęła nowo sformowana Straż Graniczna. Graniczna Placówka Kontrolna w Lubieszynie weszła w podporządkowanie Pomorskiego Oddziału Straży Granicznej i przyjęła nazwę Graniczna Placówka Kontrolna Straży Granicznej w Lubieszynie (GPK SG w Lubieszynie}.
W 2000 roku począwszy od Komendy Głównej SG, Oddziałów SG i na końcu strażnic SG oraz GPK SG, rozpoczęła się reorganizacja struktur Straży Granicznej związana z przygotowaniem Polski do wstąpienia do Unii Europejskiej i przystąpieniem do Traktatu z Schengen. Podczas restrukturyzacji wprowadzono kompleksową ochronę granicy już na najniższym szczeblu organizacyjnym, tj. strażnica i graniczna placówka kontrolna. Wprowadzona całościowa ochrona granicy zniosła podział na graniczne jednostki organizacyjne ochraniające tylko tzw. „zieloną granicę” i prowadzące tylko kontrole ruchu granicznego. W wyniku tego, 2 stycznia 2003 roku nastąpiło zniesie Strażnicy SG w Kościnie, a ochraniany odcinek granicy wraz z obsadą etatową, przejęła Graniczna Placówka Kontrolna SG w Lubieszynie.
Jako Graniczna Placówka Kontrolna Straży Granicznej w Lubieszynie funkcjonowała do 23 sierpnia 2005 roku i 24 sierpnia 2005 roku, Ustawą z 22 kwietnia 2005 roku O zmianie ustawy o Straży Granicznej..., została przekształcona na Placówkę Straży Granicznej w Lubieszynie (PSG w Lubieszynie) w strukturach Pomorskiego Oddziału Straży Granicznej.

## Ochrona granicy

### Podległe przejścia graniczne
- Lubieszyn-Linken (drogowe)[6]
- Buk-Blankensee (mrg) – od 2 stycznia 1996[6]
- Bobolin-Schwennenz (mrg) – od 2 stycznia 1996[6].

2 stycznia 2003 roku GPK SG w Lubieszynie przejęła pod ochronę odcinek granicy państwowej, po rozformowanej Strażnicy SG w Kościnie.

## Dowódcy/komendanci granicznej placówki kontrolnej
- Zbigniew Miś (16.05.1976–20.05.1979)[7]
- Adam Pawlak
- Janusz Lasek[8]
- Andrzej Lewandowski
- Czesław Żołnowski.